# رئیس کمیسیون امور دولتی کره شمالی
رئیس کمیسیون امور دولتی جمهوری دموکراتیک خلق کره (به کره‌ای: 조선민주주의인민공화국 국무위원장)، رئیس کشور کره شمالی است.
رئیس‌جمهور ریاست کمیسیون امور دولتی را بر عهده دارد که عالی‌ترین نهاد رهبری در کره شمالی است و به‌عنوان فرمانده کل نیروهای مسلح کره شمالی خدمت می‌کند.
قانون اساسی کره شمالی به رئیس کمیسیون امور دولتی این اختیار را می‌دهد که امور کلی کشور را رهبری کند و مقامات مهم دولتی را منصوب کند. رئیس کمیسیون همچنین اختیار تعیین نمایندگان دیپلماتیک و انعقاد معاهدات با سایر کشورها را دارد. رئیس کمیسیون می‌تواند وضعیت اضطراری، وضعیت جنگی یا دستور بسیج اعلام کند و در زمان جنگ، دفاع ملی کشور هدایت کند. رئیس کمیسیون امور دولتی همچنین کنترل مطلق بر زرادخانه هسته‌ای کره شمالی دارد.
رئیس کمیسیون امور دولتی توسط مجمع عالی خلق انتخاب می‌شود. این سمت در اختیار دبیرکل حزب کارگران کره است که رهبری حزب سیاسی حاکم بر کره شمالی را بر عهده دارد و به‌عنوان رهبر عالی کره شمالی خدمت می‌کند. دوره ریاست بر کمیسیون امور دولتی همانند مجمع عالی خلق است و محدودیتی در دوره ندارد.
رئیس فعلی کمیسیون امور دولتی کیم جونگ اون است که در ۲۹ ژوئن ۲۰۱۶ به قدرت رسید و در ۱۱ آوریل ۲۰۱۹ مجدداً انتخاب شد.